# Okuri-ōkami

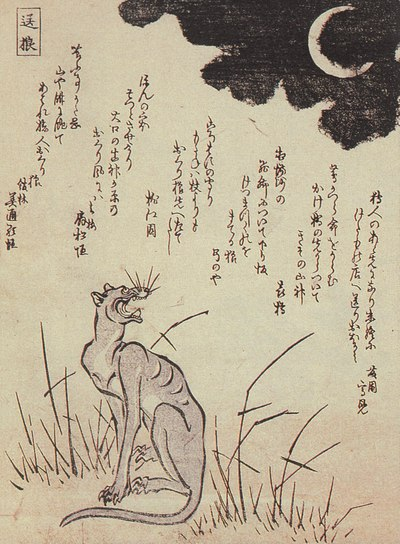
Ein Okuri-ōkami aus dem Werk Kyōka hyaku monogatari (狂歌百物語; „Eine Sammlung von 100 Kyōka-Geschichten“) von Rōjin Tenmei (um 1853).

Der Okuri-ōkami (送り狼; „Geleit-Wolf“), auch Okuri-inu (送り犬; „Begleithund“) genannt, ist ein fiktives Wesen des japanischen Volksglaubens. Er gehört zur Gruppe der Yōkai und weist einen ambivalenten bis heimtückischen Charakter auf.

## Beschreibung
Der Okuri-ōkami soll als Wolf erscheinen und sowohl in leerstehenden Parks, dichten Wäldern als auch in verlassenen Dorfgassen umgehen. Sein Fell soll so tiefschwarz sein, dass er selbst in mondlosen Nächten gut zu erkennen sei. Er soll einsamen, meist verirrten Wanderern auflauern und ihnen beharrlich nachsteigen. Es folgt ein perfides Stalking-Spiel: das Opfer sieht den Okuri-ōkami zunächst nicht, er hört nur das Tappern seiner Pfoten sowie dessen tiefes, bräsig klingendes Hecheln, gelegentlich auch ein leises Knurren. Solange das Opfer sich nicht umdrehe, abrupt weglaufe oder stolpere, greife der Okuri-ōkami nicht an. Abweichende Anekdoten behaupten, das Wesen könne sprechen und würde dem Opfer drohen: „Dreh Dich ja nicht um!“. Aus der Präfektur Kōchi wird überliefert, das Wesen beende sein Stalking, wenn man sich bei ihm für seine Begleitung bedanke (allerdings ohne es dabei anzusehen). Der Okuri-ōkami soll sich gelegentlich mit dem Okuri suzume (送り雀; „Geleit-Spatz“) verbünden. Dieser Vogel-Yōkai soll in Gestalt des Rötelsperlings erscheinen, den Okuri-ōkami begleiten, ihm vorauseilen und nach einsamen, verirrten Wanderern Ausschau halten, um diese dann an den Okuri-ōkami zu verraten. Ein weiterer Verbündeter des Okuri-ōkami soll der Yosuzume (夜雀; „Nachtsperling“) sein, der einsamen, verirrten Wanderern in dunklen Wäldern auflauert. Er soll seine Opfer in Schwärmen überfallen und bei sich bietender Gelegenheit dem Okuri-ōkami in die Fänge treiben.

## Hintergründe
Das japanische Wort Okuri (送り) bedeutet eigentlich „entsenden/aussenden“, aber auch „begleiten/geleiten“. Das japanische Wort Ōkami (狼) bedeutet schlicht „Wolf“. Der Okuri-ōkami wurde durch den real existierenden, aber mittlerweile ausgestorbenen Honshū-Wolf (Canis lupus hodophilax) inspiriert. Diese Wolfsart lebte auf den Inseln Honshū, Shikoku und Kyūshū und galt als „besonders heimtückisch“ und „klug“. Nicht selten habe er Menschen (vor allem Kinder) verfolgt und sie in Rudeln angegriffen. Er habe bevorzugt einsamen Wanderern an Straßen und Wegen aufgelauert, um ihnen gezielt nachzusteigen und sie dabei geradezu auszukundschaften. Dies schlägt sich entsprechend in seinem Volksnamen nieder, der mit „Geleit-Wolf“ übersetzt werden kann.
Im modernen Japan werden auch männliche Stalker als „Okuri-ōkami“ bezeichnet, die junge, unvorsichtige Frauen galant dazu einladen, sie nachts nach Hause zu geleiten. Dort wird das Opfer überfallen, vergewaltigt und ausgeraubt.